# Галина Мурашова
Галина Мурашова (рус. Галина Мурашова; Виљнус, 22. децембар 1952) била је совјетска атлетичарка специјалиста за бацање диска. Била је чланица АК Динамо из Виљнуса.

## Спортска биографија
Мурашова је била седма на Олимпијским играма у Москви 1980. и шеста на Европском првенству 1982. у Атини.
На Светском првенству 1983. Хелсинкију и 1984. на Играма пријатељства (организованоим за земље источног блока које су бојкотовале Олимпијске игре у Лос Анђелесу), освојила је сребро. Учествовала је и на Олимпијским играма у Сеулу где је елиминисана у квалификацијама.
Била је совјетска првакиња 1983. и 1988.
Њен најбољи резултат 72,14 м, постављен 17. августа 1984. у Прагу, што је и данас државни рекорд Литваније.

## Значајнји резултати
| Датум | Такмичење          | Место    | Пласман | Резултат | Детаљи         |
| ----- | ------------------ | -------- | ------- | -------- | -------------- |
| 1980. | Олимписке игре     | Москва   | 7.      | 63,84    |                |
| 1982. | Европско првенство | Атина    | 6.      | 65,30    |                |
| 1983. | Светско првенство  | Хелсинки | 2       | 67,44    |                |
| 1988. | Олимписке игре     | Сеул     | БПфин   | -        | [ мртва веза ] |